# Minka (Japón)
Una minka (民家, literalmente 'casas de la gente') es una residencia privada construida en uno de los muchos estilos de construcción japoneses tradicionales. En el contexto de las cuatro ocupaciones, las minka eran las viviendas de los campesinos, artesanos y comerciantes (es decir, las tres castas no samuráis), pero esta connotación ha desaparecido en el moderno lenguaje japonés y cualquier residencia japonesa de estilo tradicional con la antigüedad adecuada puede recibir el apelativo de minka.

## Tipos de minka
Las minka pueden encontrarse en una amplia variedad de estilos y tamaños, resultado sobre todo de las diferencias geográficas y climáticas así como de los diferentes estilos de vida de sus habitantes, pero mayoritariamente se pueden incluir en dos grandes categorías: casa de granja, nōka (農家, habitualmente transliterado como nouka), y casas en las ciudades, machiya (町屋). Existe, además, una subdivisión del estilo de casas de granja que se puede encontrar en las pueblos de pescadores, llamado gyoka (漁家).

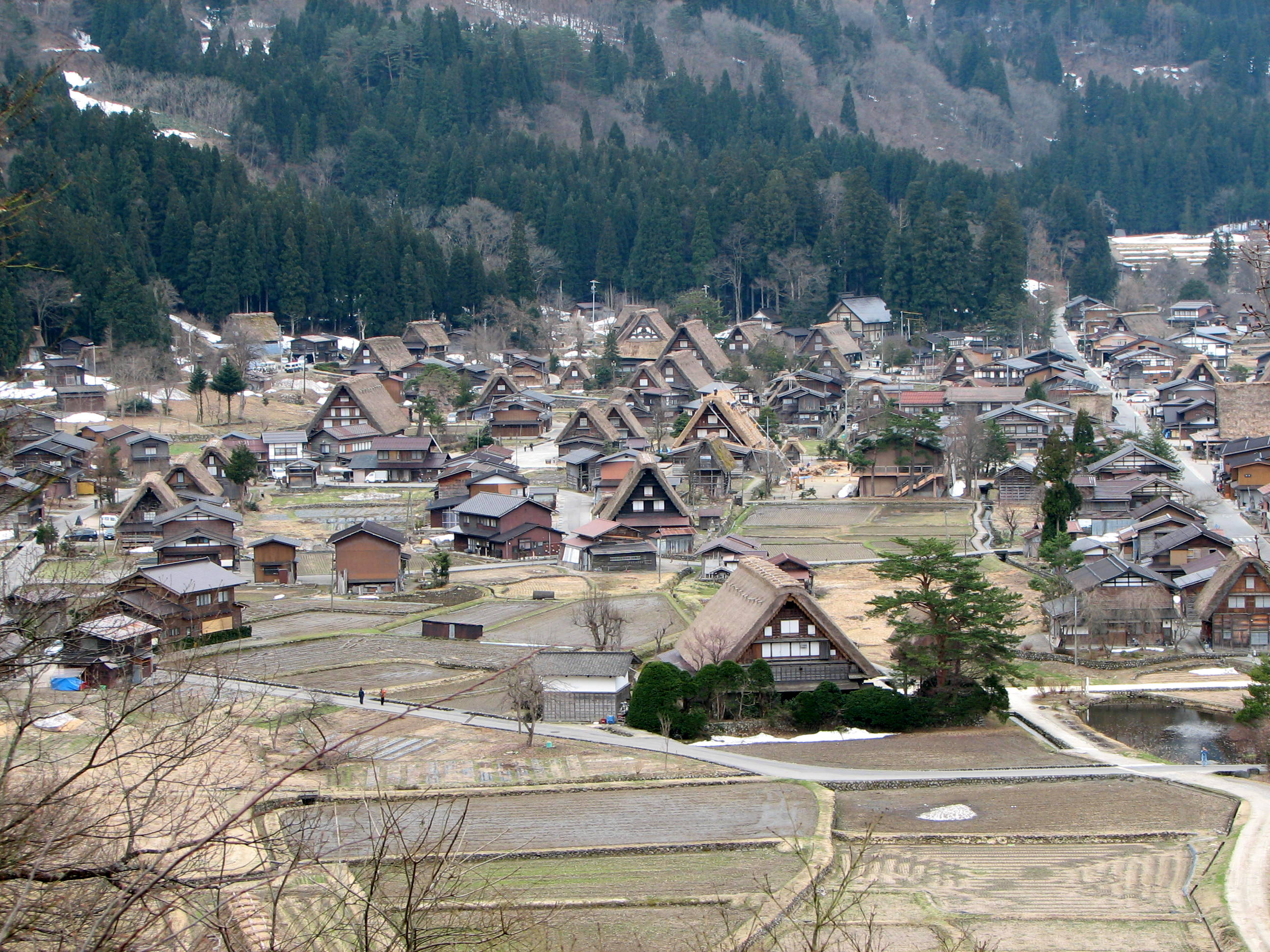
Gasshō-zukuri en la aldea de Ogimachi.

Las minka son tratadas normalmente como lugares de interés histórico y muchas han sido elegidas para su conservación por las autoridades municipales o por el gobierno nacional. Es especialmente apreciado el estilo llamado gasshō-zukuri (合掌造り, literalmente estilo de las manos unidas en oración) que se conserva en dos regiones del centro de Japón: Shirakawa en la prefectura de Gifu y Gokayama en la prefectura de Gokayama, que fueron designadas conjuntamente Patrimonio de la Humanidad por la Unesco en 1995.
La enorme variación regional de las minka ha sido conservada también en parques tales como el Nihon Minka-en en Kawasaki, donde se mantienen muestras de ejemplos de todo Japón.

## Construcción

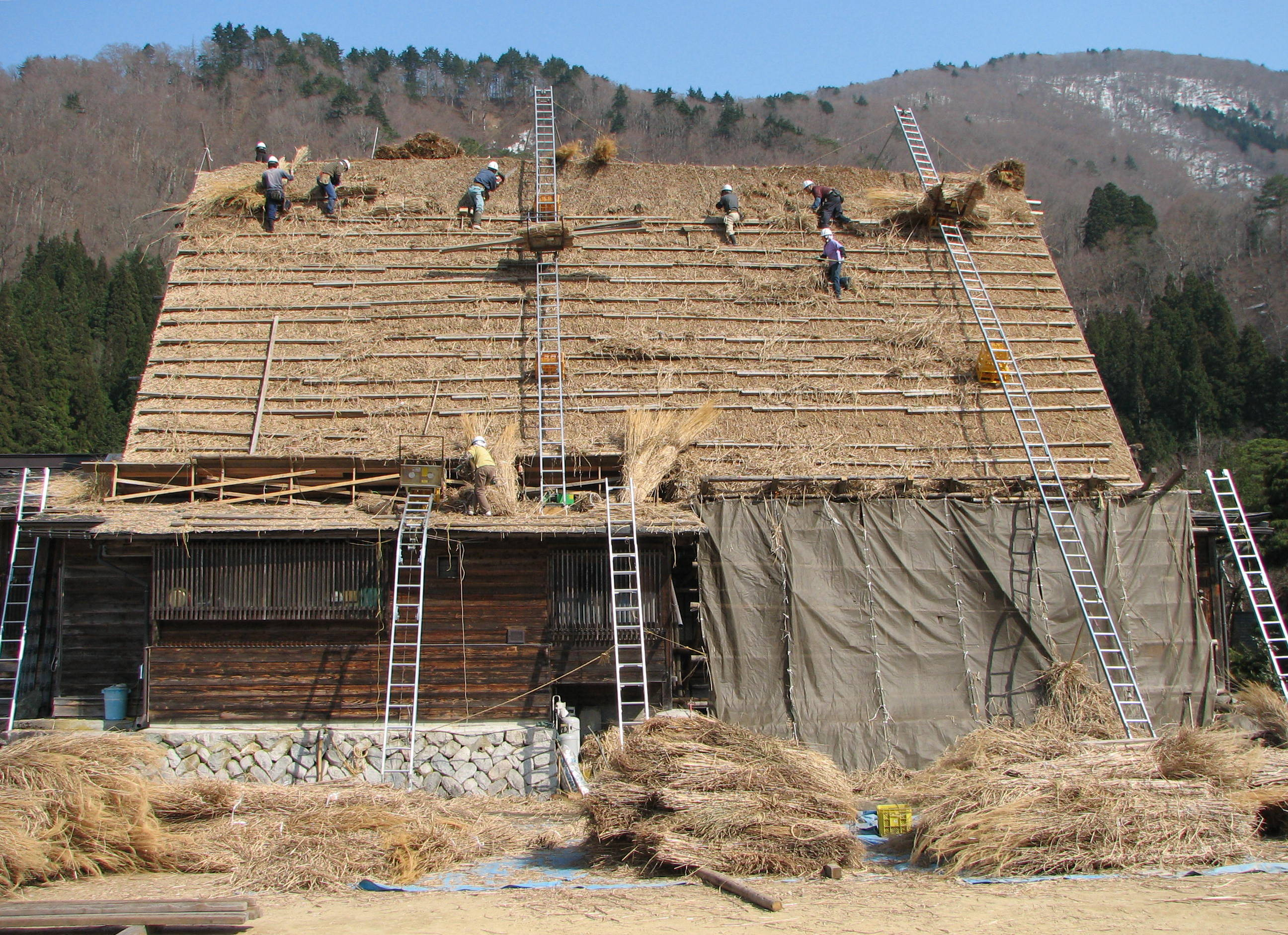
Reparación de una gasshō-zukuri.

El concepto principal en el diseño y construcción de una minka es el uso de materiales baratos y disponibles con facilidad. Los campesinos no podían permitirse importar nada caro o que tuviera dificultades para llegar a sus pequeñas aldeas. Es por eso que las nōka se hacían casi siempre solo de madera, bambú, arcilla y varios tipos de hierba y paja.  El armazón de la estructura de la casa, su tejado, paredes y las columnas de sujeción están hechos de madera. Las paredes exteriores solían recibir una capa de bambú o se rellenaban huecos con arcilla, mientras que las interiores no eran fijas y consistían en puertas correderas de entramado de madera o pantallas de madera y papel llamadas fusuma.
El material usado para el techado y para las esterillas de mushiro (de paja de arroz) o tatami colocadas en el suelo era hierba o paja aunque algunas veces se usaban tejas de arcilla cocida en el techo además de la capa anterior. En ocasiones también se usaba piedra para fortalecer o construir los cimientos pero no se empleaba en la casa en sí.
Como en otras formas de arquitectura tradicional japonesa, las columnas de madera aguantaban el peso de la estructura así que las paredes no soportaban carga y podían disponer de espacios usados para puertas en el interior y ventanas en la parte frontal. Estas aberturas se cubrían con pantallas de papel shōji además de puertas más pesadas de madera. Las columnas de madera y las vigas, entrelazadas de formas muy complejas sin el uso de clavos, formaban el armazón de la estructura.

## Cubierta

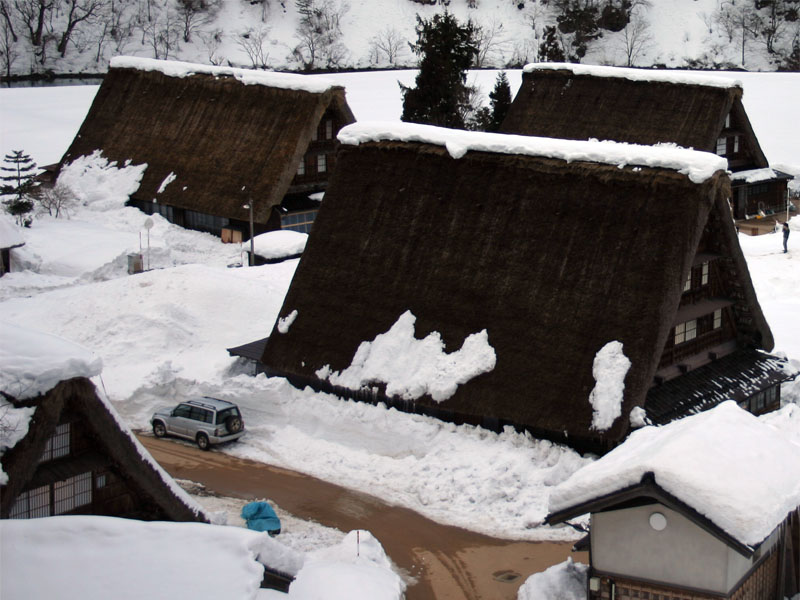
Casas minka de estilo Gasshō-zukuri en Gokayama rodeadas por la nieve.

El elemento más reconocible y que más diferencia a las gasshō-zukuri es quizá su muy empinada cubierta, que remata en un vértice muy acusado.  Esta forma servía como sustituto de las chimeneas para dirigir el humo del hogar y permitía además un espacio añadido para almacenaje, pero el objetivo principal de darle esa forma a las cubiertas minka era soportar las abundantes precipitaciones que se experimentan en muchas partes de Japón. Una cubierta tan inclinada permite que la nieve o la lluvia caigan hasta el suelo con rapidez, lo que previene que el agua la atraviese sin llegar al interior de la casa, y en menor medida también impide que el material del techo se humedezca demasiado y comience a pudrirse.
Se puede simplificar la elección de tejados del resto de minka en tres estilos básicos de tejado, que mantienen grandes similitudes con los vistos en otros estilos de arquitectura japonesa. La mayoría de machiya tienen  tejados rematados al estilo kirizuma (切妻), cubiertos por cantos o tejas e inclinados de tal manera que cubran cada lado de la casa. A menudo se colocaban piedras sobre los cantos para impedir que el viento los moviese. La mayoría de nōka, por su parte, tienen tejados de paja a cuatro aguas al estilo yosemune (寄せ棟) que cubren los cuatro lados, o disponen de los más elaborados tejados irimoya (入母屋)  con múltiples remates y una combinación de secciones de paja y secciones de guijarros.
En el vértice del tejado o en otros lugares donde las secciones se unían se necesitaba a veces recubrimiento añadido. En las secciones de tejas o guijarros estos añadidos consistían simplemente en más tejas o cantos rodados. Estas cubiertas, particularmente en las esquinas del tejado, servían a menudo como la única decoración de estas casas sencillas: era habitual que se colocasen "gárgolas" u otras figuras talladas en arcilla u otros materiales por encima de todas las demás capas en estos lugares.
En cuanto a la estructura de la cubierta, los tipos más importantes son cuatro. El primero, wagoya, es el más raro de todos. Consiste básicamente en un sistema de elementos verticales (puntales) y horizontales (vigas de lazo y correas) que se conectan para ayudar a sostener a la cumbrera. El segundo, yojiro-gumi, es más conocido que el anterior, pero no tanto como para considerarse típico de alguna región particular. Se conforma principalmente por vigas diagonales y postes verticales que llegan hasta el piso y sostienen a la cumbrera. Los dos últimos, sasu y odachi, prevalecen lo suficiente como para ser típicos de ciertos lugares de Japón. 
El estilo sasu, el más común de todos, consiste en una viga cumbrera soportada por dos elementos inclinados ascendentes (sasu) y sobre el cruce de ellos se coloca la cumbrera. El odachi, más común en la región de Kinki (Kioto-Osaka), emplea postes cortos verticales (odachi) para soportar la cumbrera, que apoyan en otra viga que corre en el sentido contrario a la cumbrera.

## Interior de las casas en el campo

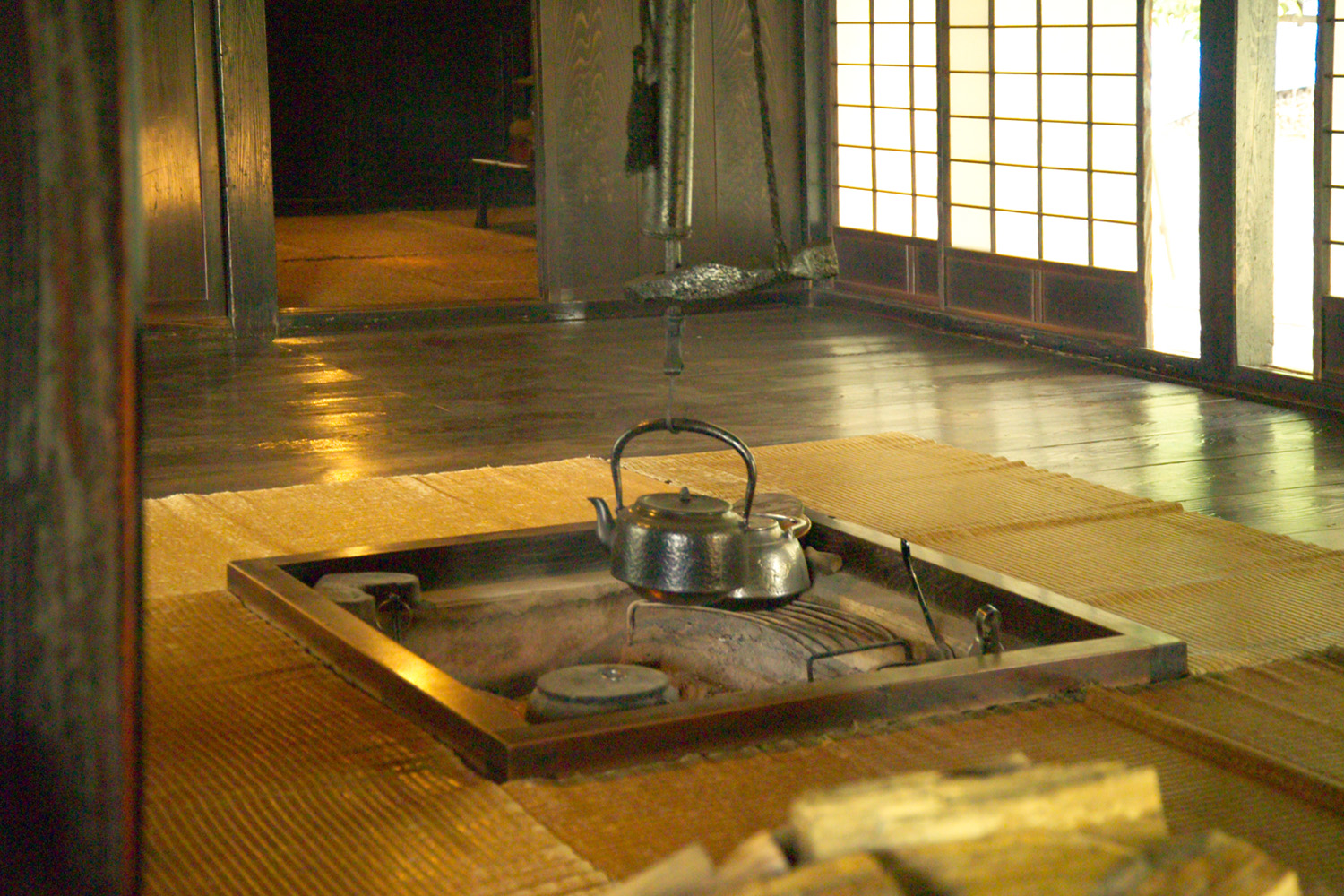
Irori (囲炉裏).

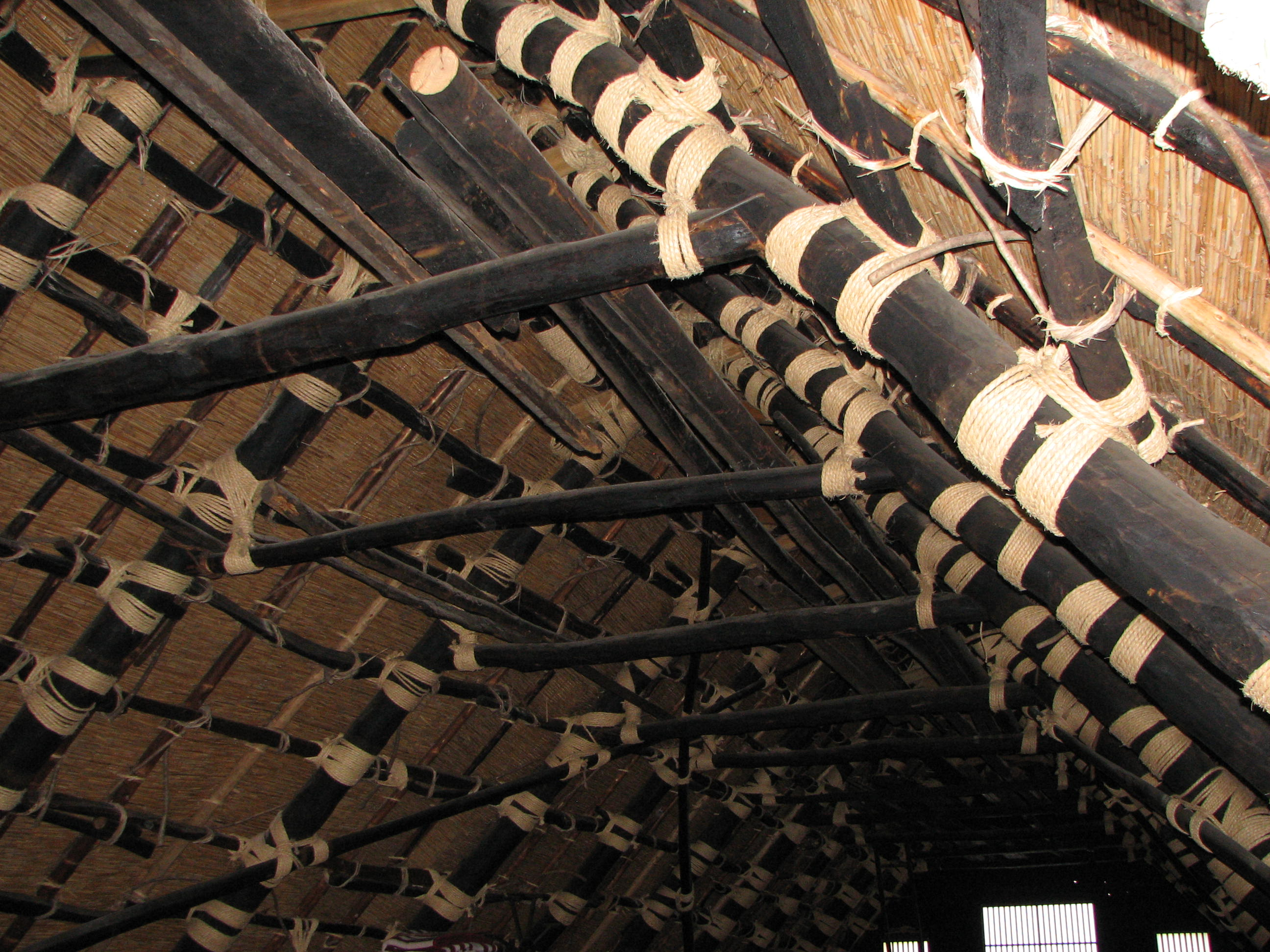
Gasshō-zukuri, techo desde dentro.

El interior de una minka estaba generalmente dividida en dos secciones: un suelo de tierra compactada llamado doma (土間)  y un suelo elevado (generalmente unos 50 cm sobre el nivel del doma)  cubierto de paneles o esterillas de tatami o mushiro. 
El doma se usaba para la mayoría de tareas relacionadas con la cocina o la granja y normalmente incluía un horno parecido a una caldera llamado kamado (竈), una bañera de madera, barriles con comida y una gran jarra para almacenar el agua del pozo exterior. Una gran puerta de madera llamada ōdo (大戸) servía como entrada principal del inmueble. 
El suelo elevado a menudo incluía un hogar interior llamado irori (囲炉裏). No había, sin embargo, ninguna chimenea que conectase el fuego del hogar directamente con el exterior,  tan solo había en ocasiones un pequeño respiradero en el techo. El humo ascendía hasta el área espaciosa y alta del techo y así los habitantes no respiraban el humo y el hollín que sin embargo ennegrecía la paja, obligando a cambiarla cada poco tiempo.
Aunque existía una gran variedad de posibles disposiciones de las habitaciones de la casa, una de las más comunes, llamada yomadori (四間取り),  comprendía cuatro habitaciones en la sección de suelo elevado de la casa, adyacente al doma. Aunque estas cuatro habitaciones podían estar divididas eran más o menos espacio común, dado que los habitantes debían atravesar una habitación para pasar a otra. Dos de las habitaciones se reservaban para actividades comunes de la familia y una de esas se reservaba específicamente para el hogar irori. Algunas veces se usaba una pequeña lámpara de aceite como iluminación pero debido al coste del aceite lo más normal era que la única luz artificial en la casa fuese la del irori.
La familia se reunía alrededor del hogar a la hora de comer y se sentaba en un orden predeterminado según el estatus social dentro de la familia. El lugar más alejado del doma se llamaba yokoza y era el que ocupaba el cabeza de familia. Otro lado era el de la señora de la casa y otros miembros femeninos de la familia, un tercero para los miembros masculinos y los invitados y el cuarto lado del hogar estaba ocupado por una pila de leña.
Las otras habitaciones servían como dormitorios y espacio para eventuales invitados, e incluía una tokonoma, una alcoba que aún se encuentra comúnmente en las casas modernas japonesas y que servía para exponer flores, pergaminos u otras pertenencias familiares. El baño y el retrete solían encontrarse como estructuras separadas o como anexos  fuera de la estructura principal de la casa pero bajo los aleros del tejado.

## Casas en las ciudades

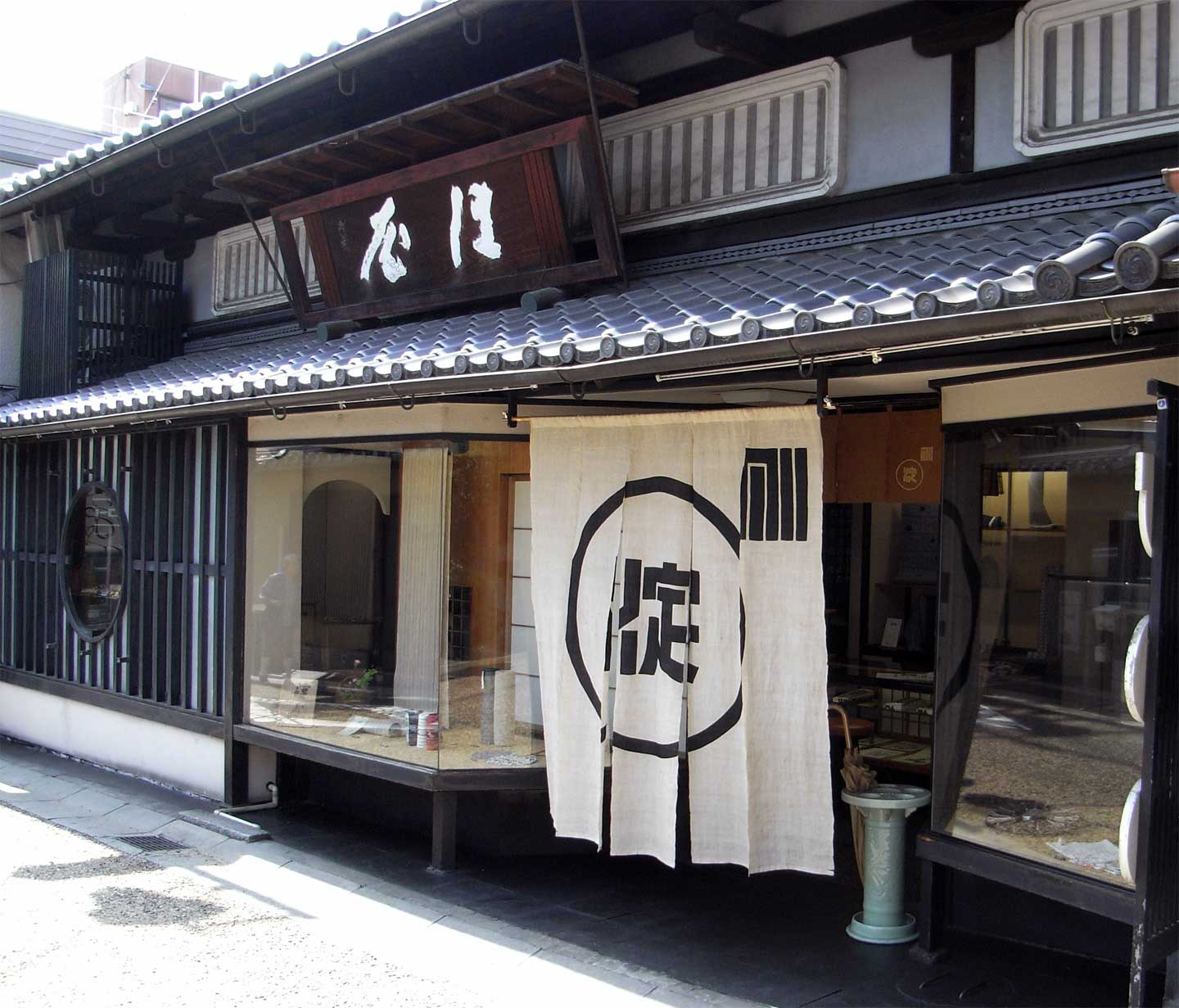
Tienda de telas en Nara.

Las machiya se construían, por necesidad, con ciertas diferencias respecto a sus primas rurales.  La estructura principal, u omoya (母屋), se alzaba enfrente de un almacén (kura (倉)) que podía estar adjunto al inmueble o más a menudo separado por un jardín. El doma se extendía generalmente desde la parte delantera de la casa hasta el almacén y tenía tres o cuatro habitaciones adyacentes de las cuales la más cercana a la calle se usaba como tienda o para realizar negocios y que recibía el nombre de mise (店). La habitación del medio, que daba al jardín y recibía el nombre de zashiki (座敷), se usaba como oficina y para entretener a los invitados. La habitación más cercana a la parte de detrás, por su parte, daba al jardín del patio trasero y contenía la tokonoma y era el lugar donde la familia llevaba a cabo la mayoría de sus actividades diarias.
A diferencia de las nōka, las machiya tenían a menudo un segundo piso, donde la familia dormía. También se usaba para guardar objetos usados más habitualmente que aquellos guardados en el almacén, donde se solía guardar aquellos con lo que se comerciaba en la tienda.